# Landkreis Peine
Landkreis Peine är ett distrikt (Landkreis) i det tyska förbundslandet Niedersachsen.

## Administrativ indelning
I förvaltningsrättslig mening finns i modern tid ingen skillnad mellan begreppet Stadt (stad) gentemot Gemeinde (kommun). 

### Einheitsgemeinde
| - Edemissen - Hohenhameln | - Ilsede - Lengede | - Peine (stad) - Vechelde | - Wendeburg |